# Blanco County
Das Blanco County ist ein County im Bundesstaat Texas der Vereinigten Staaten. Das U.S. Census Bureau hat bei der Volkszählung 2020 eine Einwohnerzahl von 11.374 ermittelt. Der Sitz der County-Verwaltung (County Seat) befindet sich in Johnson City.

## Geographie
Das County liegt südöstlich des geographischen Zentrums von Texas und hat eine Fläche von 1848 Quadratkilometern, wovon 6 Quadratkilometer Wasserfläche sind. Es grenzt im Uhrzeigersinn an folgende Countys: Burnet County, Travis County, Hays County, Comal County, Kendall County, Gillespie County und Llano County. Neben dem Blanco State Park und dem Pedernales Falls State Park befinden sich Teile des Lyndon B. Johnson National Historical Park auf dem Gebiet des Countys.

## Geschichte
Blanco County wurde am 12. Februar 1858 aus Teilen des Burnet County, Comal County, Gillespie County und Hays County gebildet. Benannt wurde es nach dem Blanco River. Dieser heißt nach dem Spanischen blanco (deutsch: „weiß“), weil kreidehaltiges Gestein für eine entsprechende Färbung des Flusses sorgt.

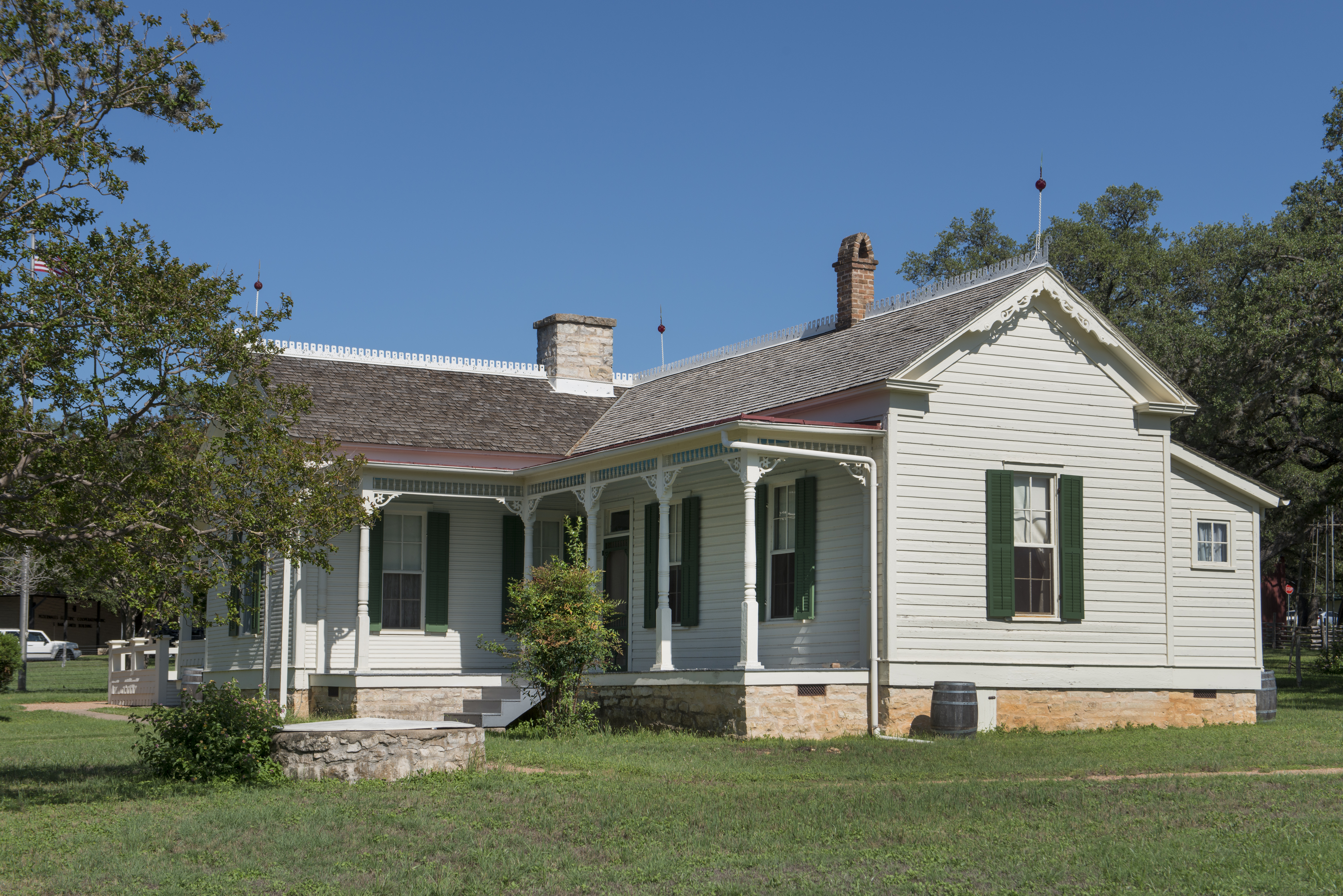
Lyndon Baines Johnson Boyhood Home (2014)

Ein Ort im County hat den Status einer National Historic Landmark, das Lyndon Baines Johnson Boyhood Home. Vier Bauwerke und Stätten des Countys sind im National Register of Historic Places (NRHP) eingetragen (Stand 1. Oktober 2018).

## Demografische Daten

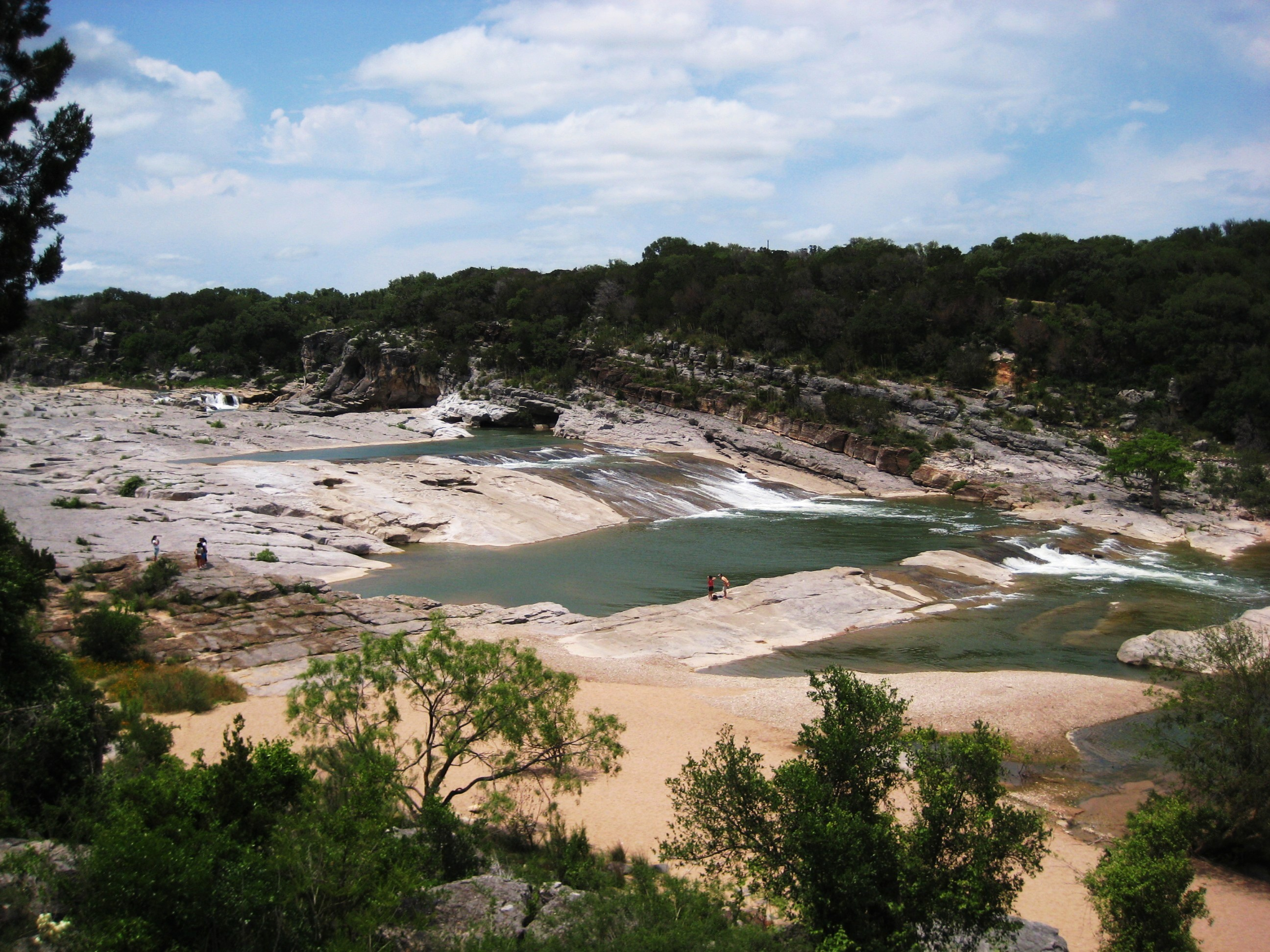
Der Pedernales Falls State Park

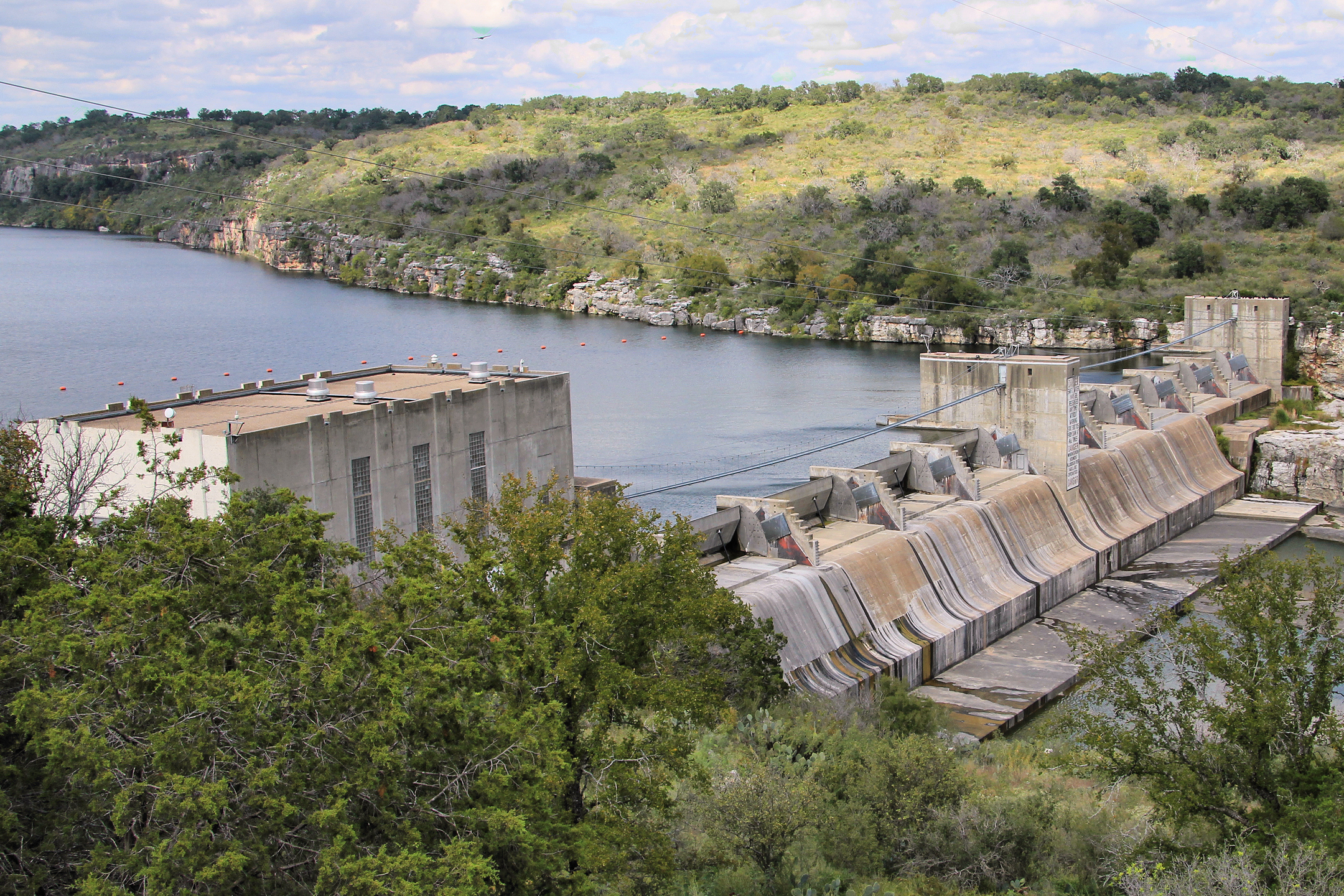
Der Starcke Damm

Nach der Volkszählung im Jahr 2000 lebten im Blanco County 8.418 Menschen in 3.303 Haushalten und 2.391 Familien. Die Bevölkerungsdichte betrug 5 Einwohner pro Quadratkilometer. Ethnisch betrachtet setzte sich die Bevölkerung zusammen aus 90,97 Prozent Weißen, 0,74 Prozent Afroamerikanern, 0,59 Prozent amerikanischen Ureinwohnern, 0,19 Prozent Asiaten, 0,01 Prozent Bewohnern aus dem pazifischen Inselraum und 5,88 Prozent aus anderen ethnischen Gruppen; 1,62 Prozent stammten von zwei oder mehr Ethnien ab. 15,32 Prozent der Einwohner waren spanischer oder lateinamerikanischer Abstammung.
Von den 3.303 Haushalten hatten 30,4 Prozent Kinder oder Jugendliche, die mit ihnen zusammen lebten. 61,5 Prozent waren verheiratete, zusammenlebende Paare 7,2 Prozent waren allein erziehende Mütter und 27,6 Prozent waren keine Familien. 24,0 Prozent waren Singlehaushalte und in 10,8 Prozent lebten Menschen im Alter von 65 Jahren oder darüber. Die durchschnittliche Haushaltsgröße betrug 2,50 und die durchschnittliche Familiengröße betrug 2,96 Personen.
24,4 Prozent der Bevölkerung war unter 18 Jahre alt, 6,2 Prozent zwischen 18 und 24, 25,6 Prozent zwischen 25 und 44, 27,1 Prozent zwischen 45 und 64 und 16,7 Prozent waren 65 Jahre alt oder älter. Das Medianalter betrug 41 Jahre. Auf 100 weibliche Personen kamen 97,7 männliche Personen und auf 100 Frauen im Alter von 18 Jahren oder darüber kamen 94,9 Männer.
Das jährliche Durchschnittseinkommen eines Haushalts betrug 39.369 USD, das Durchschnittseinkommen einer Familie betrug 45.382 USD. Männer hatten ein Durchschnittseinkommen von 31.717 USD, Frauen 21.879 USD. Das Prokopfeinkommen betrug 19.721 USD. 8,1 Prozent der Familien und 11,2 Prozent der Einwohner lebten unterhalb der Armutsgrenze.

## Städte und Gemeinden
| - Blanco - Cypress Mill | - Hye - Johnson City | - Round Mountain - Sandy |

## Schutzgebiete und Parks
- Blanco State Park
- Pedernales Falls State Park